# License to Drive
License to Drive (no Brasil: Sem Licença para Dirigir; em Portugal: Aselhas ao Volante) é um filme americano de 1988 do gênero comédia dirigido por Greg Beeman e distribuído pela 20th Century Fox. É estrelado por Corey Haim, Corey Feldman, Carol Kane, Richard Masur e pela atriz Heather Graham.
O longa conta a história de Les Anderson, um adolescente de 16 anos que não consegue tirar sua carteira de motorista por ter sido reprovado nos exames de aptidão e que decide, mesmo sem habilitação, sair com o Cadillac de seu avô escondido para levar Mercedes Lane, por qual é loucamente apaixonado, para passear. No desdenhar do filme, o rapaz enfrenta diversas confusões hilárias com a sua amada e com seus dois amigos Dean e Charles.
Gravado no final de 1987, o filme foi lançado em 6 de julho de 1988 nos Estados Unidos, onde arrecadou mais de US$ 20 milhões (contra um orçamento de US$ de 8 milhões), se tornando um sucesso comercial. No Brasil, o filme foi dublado pela BKS e estreou em 8 de fevereiro de 1989, também alcançando uma boa bilheteria. Em Portugal, o filme foi lançado no dia 30 de junho de 1989.

## Enredo
Les Anderson é um jovem de 16 anos que vive no sul da Califórnia, que tenta obter sua carteira de motorista e é apaixonado por Mercedes Lane. O garoto decide convidar a bela moça para dar um passeio de carro, mesmo não tendo uma licença para dirigir, e Mercedes aceita. Les consegue combinar com a moça uma data para saírem, a mesma data na qual o rapaz finalmente irá tirar sua habilitação.
No dia da prova teórica, entretanto, Les é reprovado e, inadvertidamente, causa uma pane no sistema de computadores no Departamento de Condutores Veiculares onde o jovem fazia a prova. Depois disso, Les faz o exame prático e passa. Com isso, o Departamento decide conceder-lhe a sua habilitação (pois sua pontuação no exame teórico foi perdida depois da já citada pane), porque sua irmã gêmea havia conseguido um excelente resultado no teste (os fiscais deduziram que os irmãos não deveriam ser muito diferentes, e com isso, tanto Les quanto sua irmã poderiam ser bons motoristas). Mas, depois que seus resultados do exame teórico foram finalmente recuperados, sua licença é recolhida e rasgada, fazendo com que Les perca-a definitivamente. 

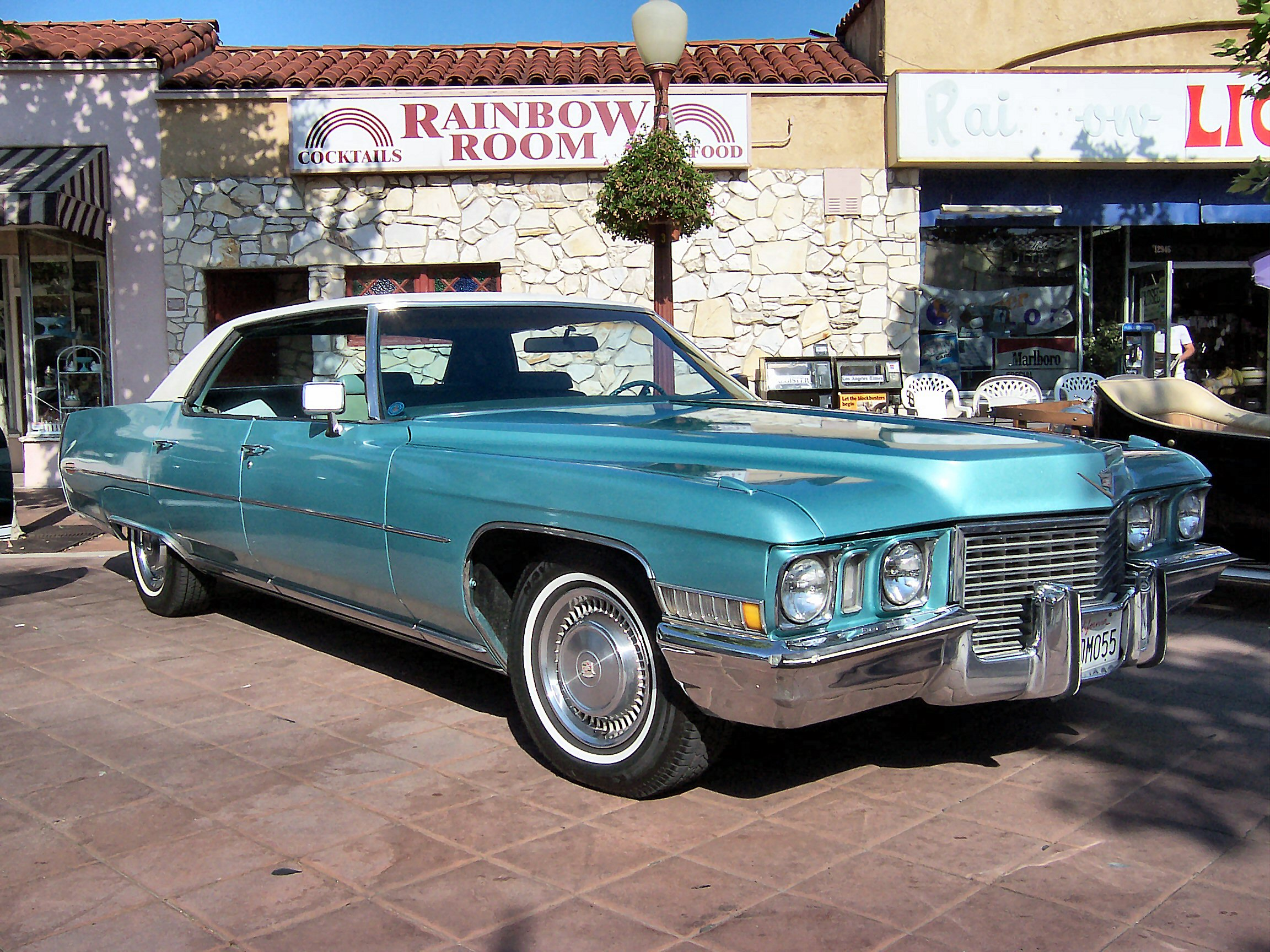
Um Cadillac DeVille 1972 idêntico ao do filme, utilizado por Les para "passear" com Mercedes.

Les encontra-se com seus pais e seus amigos, convencendo-os de que ele passou no teste e conseguiu a habilitação. Entretanto, seus pais descobrem a verdade e, como resultado, Les é posto de castigo durante duas semanas. Naquela noite, entretanto, o jovem rapaz decide sair escondido com o carro de seu avô (um Cadillac DeVille 1972 muito valorizado pelo seu avô e que estava sob os cuidados de seu pai, pois o primeiro havia pedido emprestado o BMW de seu pai para viajar, alegando zelo pelo velho Cadillac) para se encontrar com Mercedes, mesmo sem habilitação. Depois de mostrar à moça como é Los Angeles vista de cima de uma colina, ela diz a Les que seu pai (da moça) costumava levá-la para ali quando pequena. Após fazer uso de várias bebidas alcoolicas, Mercedes (bêbada), dança histericamente no capô do Cadillac fazendo com que o metal do mesmo cedesse, para desespero de Les. Depois disso, Mercedes entra em um sono profundo dentro do carro.
Les entra em pânico e leva o Cadillac para a casa de seu melhor amigo Dean, que consegue desamassar o capô do carro. Acreditando que Les está habilitado, Dean convence-o a sair com o veículo noite afora junto com seu amigo Charles. Os três, juntamente com Mercedes (ainda dormindo dentro do carro), acabam se metendo em diversos problemas hilários causando cada vez mais danos visíveis no Cadillac. Enquanto isso, a mãe de Les que está grávida, no final da noite, acorda o marido, avisando-o que ela está em trabalho de parto.
Ao amanhecer, depois de deixar Charles, Dean e Mercedes em suas casas, Les volta para casa com o carro totalmente danificado e enfrenta o seu pai, que está em fúria pela situação do veículo. Contudo, o pai de Les não tem tempo de lhe dar broncas, pois sua esposa precisa ser levada ao hospital por estar em trabalho de parto. A família decide ir urgentemente com o próprio Cadillac para o Pronto-Socorro (sendo dirigido pelo próprio Les), todavia, o carro está tão danificado que é incapaz de seguir viagem engatando as marchas normais, só lhe restando a ré. Felizmente, Les é capaz de conduzir o carro de marcha ré até o hospital. Chegando lá, após a mãe de Les dar entrada no ambulatório, um guindaste de uma obra próxima dali falha e uma viga de aço cai em cima do Cadillac esmagando-o e destruindo-o completamente, para desespero tanto de Les quanto de seu pai (que agora terá que se explicar para o vovô). A mãe de Les dá a luz a gêmeos e o parto ocorre sem nenhum problema para a mãe e para os bebês.
A família se prepara para explicar o estado do Cadillac ao avô de Les que volta da viagem, mas todos da família ficam surpreendidos quando o velho ancião revela que também destruiu a BMW do pai de Les em um acidente, mostrando a todos a deplorável situação do carro. O pai de Les diz ao seu filho que a BMW é toda sua agora, chegando a debochar um pouco da situação, e diz a Les para cuidar bem do carro. No entanto, Les diz a seu pai que a BMW já não é mais necessária, quando Mercedes aparece em um Volkswagen Golf conversível. Les corre e entra no carro da moça tomando a direção e grita para seu pai: "Eu já tenho uma Mercedes!". Les vai embora com a garota dirigindo o Golf, novamente sem licença.

## Elenco
| Ator              | Personagem       | Dublador no Brasil (BKS) |
| ----------------- | ---------------- | ------------------------ |
| Corey Haim        | Les Anderson     | Sérgio Rufino            |
| Corey Feldman     | Dean             | Wendell Bezerra          |
| Carol Kane        | Sra. Anderson    | Denise Simonetto         |
| Richard Masur     | Sr. Anderson     | Carlos Campanile         |
| Heather Graham    | Mercedes Lane    | Márcia Gomes             |
| Michael Manasseri | Charles          | Mauro Eduardo Lima       |
| Parley Baer       | Vovô Anderson    | Borges de Barros         |
| Nina Siemaszko    | Natalie          | Cecília Lemes            |
| James Avery       | Instrutor de Les | Arakén Saldanha          |

## Recepção

### Crítica
O crítico Roger Ebert do Chicago Sun-Times deu ao filme duas estrelas e meia de quatro e disse que o filme "descreve muito bem os anseios dos jovens americanos para tirar a habilitação." Contudo, ele também disse que a primeira metade do filme foi "muito engraçada", mas a segunda metade foi "muito mais 'previsível'".
License to Drive possui uma taxa de aprovação de 18% no agregador Rotten Tomatoes obtendo uma nota de 3,2 numa escala de varia de 0 a 10 e sendo ainda classificado como "podre" pelos usuários do site.

### Bilheteria
Apesar das críticas ruins para mistas, o filme conseguiu faturar só nos cinemas norte-americanos um pouco mais de US$ 22 milhões. Visto que o custo do filme foi de US$ 8 milhões, o longa conseguiu ser um sucesso de bilheteria.

## Lançamento Doméstico
License to Drive foi lançado em VHS pela CBS/Fox Vídeo no final de 1988. 
Seu primeiro lançamento em DVD ocorreu em maio de 2005 pela Anchor Bay Entertainment. O DVD incluiu, além do filme, extras como entrevistas com Corey Haim e Corey Feldman, comentários em áudio com Greg Beeman e Neil Tolkin, cenas deletadas, teasers de TV e trailers.
Em janeiro de 2012, a Anchor Bay também lançou o filme em Blu-ray.